# Groenerei
De Groenerei is een waterloop en een straat in het centrum van Brugge. De rei loopt van de Kraanrei ter hoogte van het Huidenvettersplein tot aan de samenkomst met de Sint-Annarei en de Coupure, nabij de Molenbrug. De gelijknamige straat ligt op de oostelijke helft van de zuidelijke oever en loopt van de Predikherenbrug tot aan de Meebrug. De straat op de westelijke helft van de zuidelijke oever heet Steenhouwersdijk, wat tot circa 1825 eveneens de naam van de straat Groenerei was. De Groenerei wordt overspannen door de Peerdenbrug, Meebrug en Blinde-Ezelbrug.
De naam "Groenerei" zou afgeleid zijn van een herberg genaamd 't Groene. Oude Bruggelingen gebruiken meestal die naam in de plaats van Groenerei. Tot in het eerste kwart van de 19de eeuw werd de naam Steenhouwersdijk gebruikt als naam voor de ganse straat tussen de Vismarkt en de Molenbrug.
Tot voor kort werd aangenomen dat de Groenerei geen natuurlijke waterloop is, maar een door de mens gegraven gracht om een verder gelegen watermolen (aan de Molenbrug over de Sint-Annarei) van water te voorzien. Ze zou voor de 11e eeuw gegraven zijn. Volgens de huidige inzichten is de Groenerei wel degelijk een segment van de natuurlijke loop van de Reie. Vanaf 1127 maakte de Groenerei deel uit van de eerste stadsomwalling van Brugge.
Aan de Groenrei ligt het merkwaardige Godshuis De Pelikaan. Ernaast stonden de (thans verdwenen) gebouwen waarin van 1841 tot 1909 de bekende drukkerij van Daveluy en van 1909 tot 1953 de redactie en drukkerij van de liberale krant Journal de Bruges (gesticht door Philippe Christian Popp) gevestigd waren.

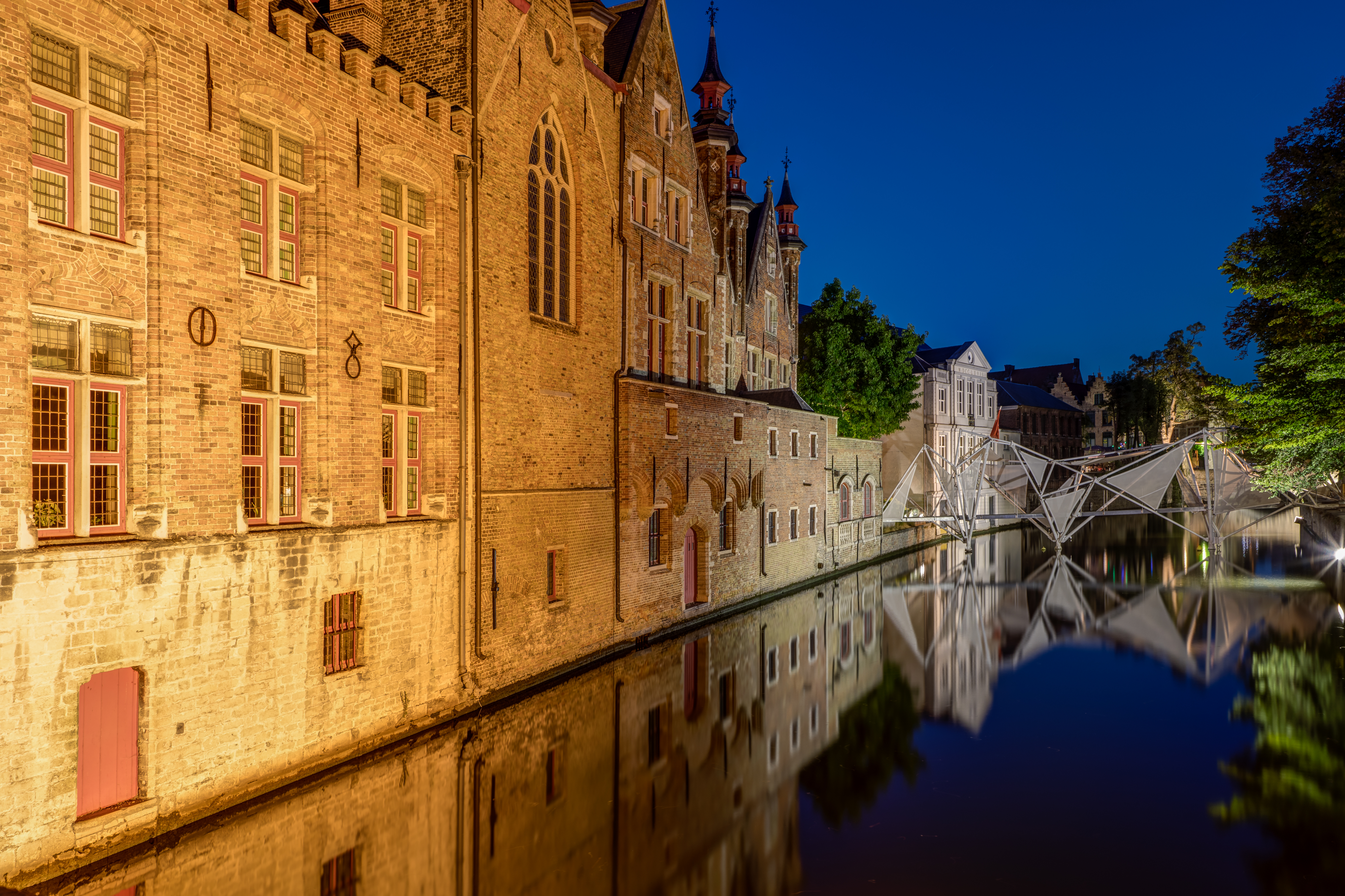
Groenerei en het Landhuis van het Brugse Vrije
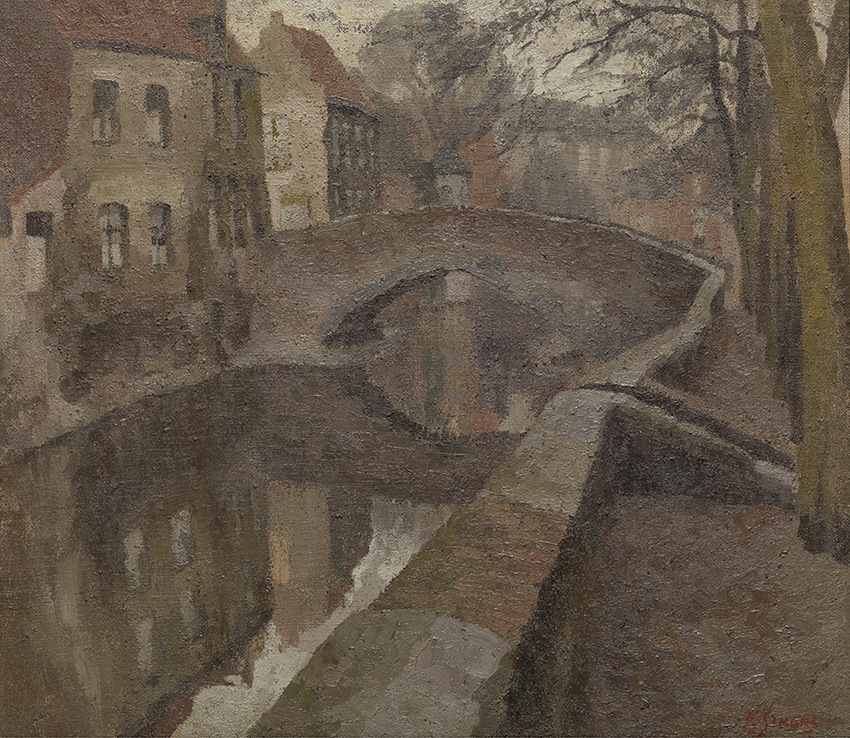
De Peerdenbrug, schilderij door Charles Simoen (1903-1927) (Groeningemuseum).
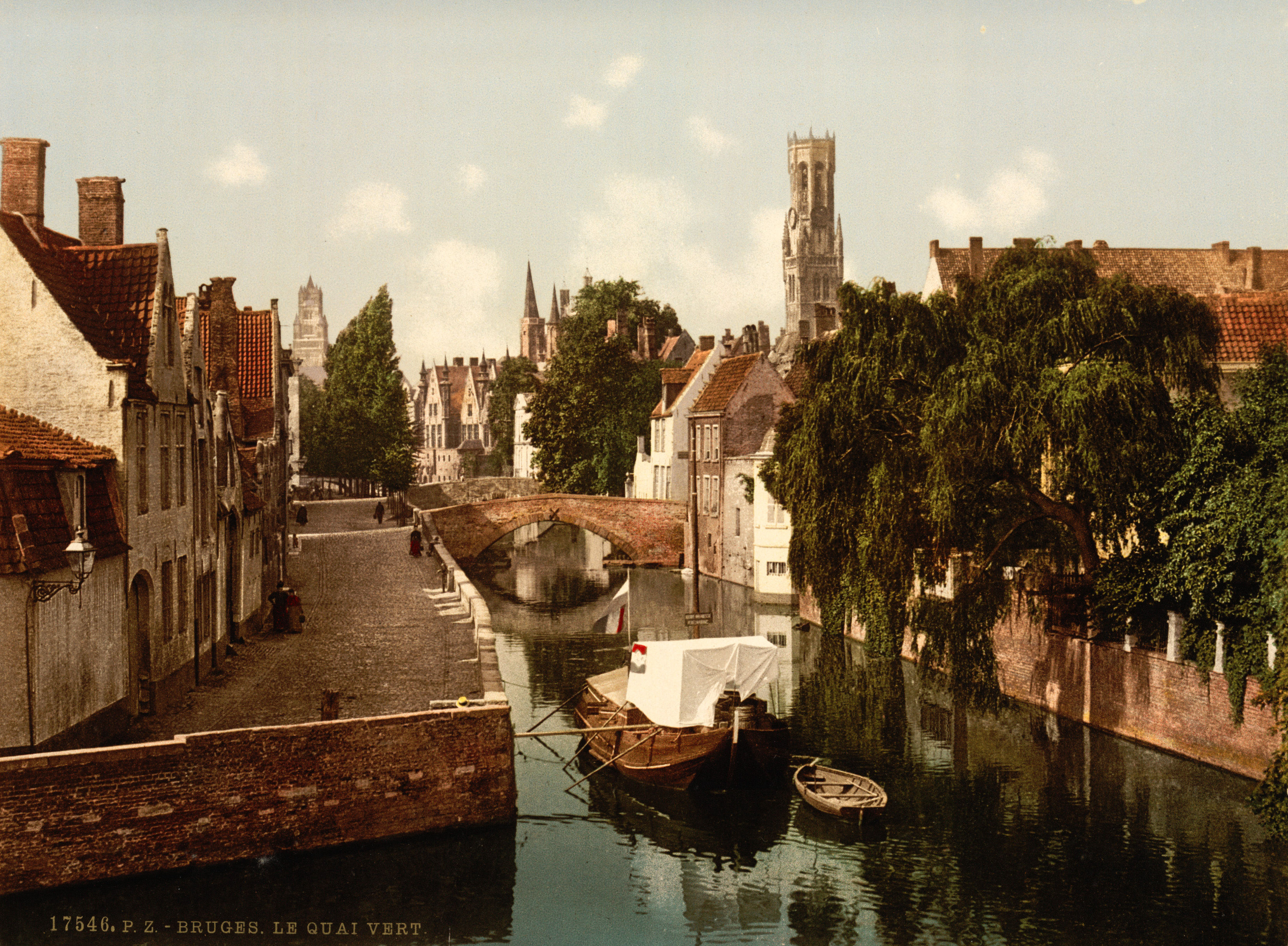
De straat Groenerei loopt langs het gelijknamige kanaal, hier op een foto tussen 1890 en 1900 uitgegeven door de firma Photochrom in Zürich
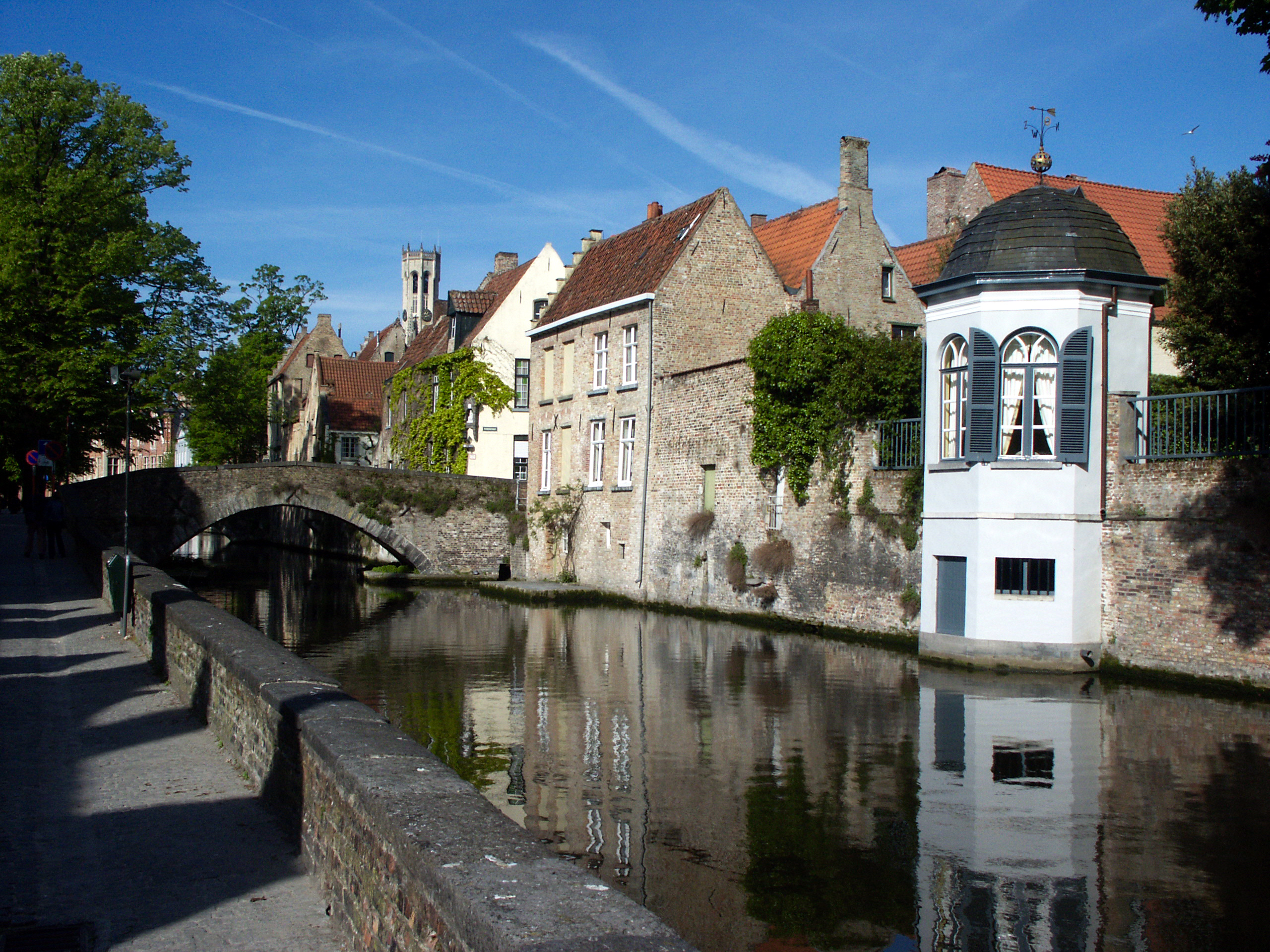
De Peerdenbrug over de Groenerei.
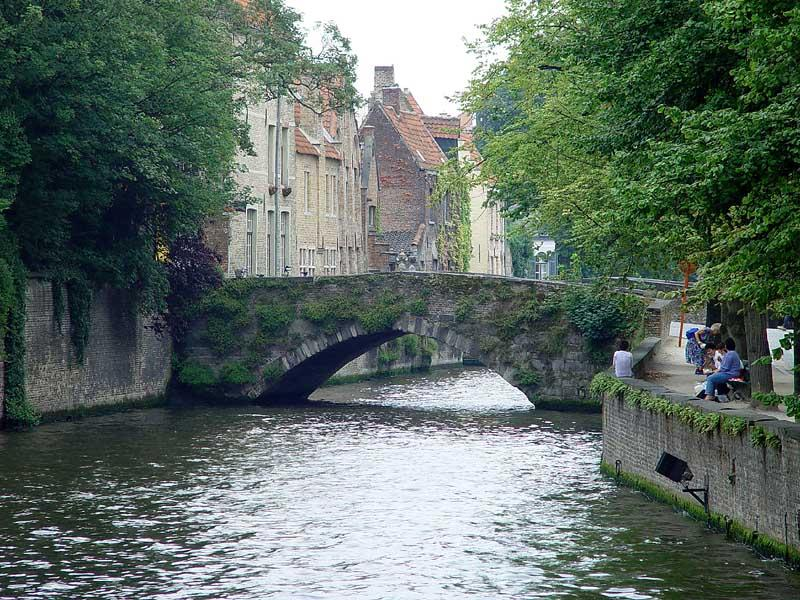
De Meebrug over de Groenerei.
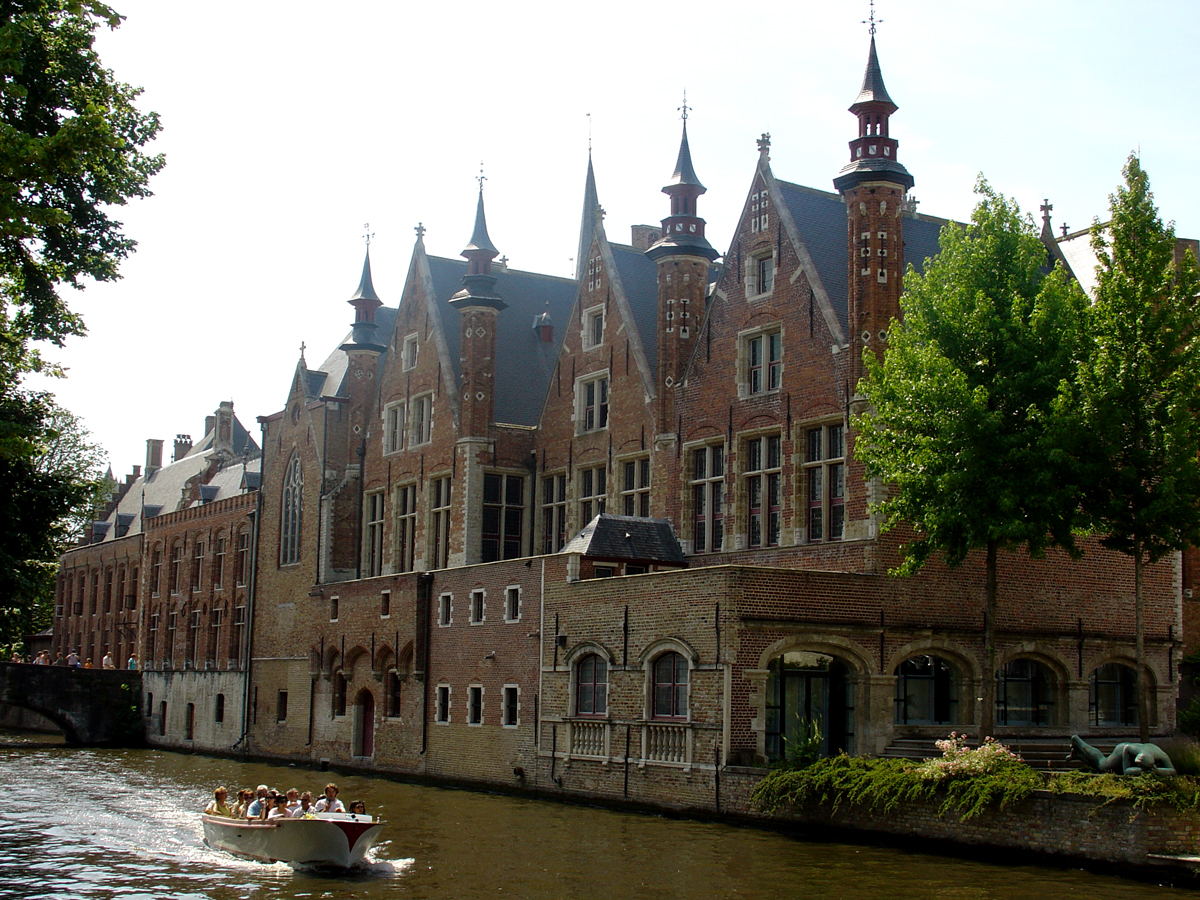
De 16e-eeuwse achtergevels van het Landhuis van het Brugse Vrije aan de Groenerei.